# Arquidiócesis de Cantón
La arquidiócesis de Cantón o de Guangzhou (en latín: Archidioecesis Coamceuvensis y en chino: 天主教广州总教区) es una circunscripción eclesiástica de la Iglesia católica en China. Se trata de una arquidiócesis latina, sede metropolitana de la provincia eclesiástica de Cantón. Desde el 4 de diciembre de 2007 su arzobispo es Joseph Gan Junqiu, aunque para el Anuario Pontificio está vacante desde el 27 de junio de 1995. La Asociación Patriótica Católica China redujo la arquidiócesis a diócesis de Cantón en fecha no precisada, en 1981 le agregó la parte de la diócesis de Hong Kong en territorio de la República Popular China y en 1994 cedió la ciudad de Shanwei a la diócesis de Shantou y la ciudad de Heyuan a la diócesis patriótica de Meizhou, sin asentimiento de la Santa Sede.

## Territorio y organización

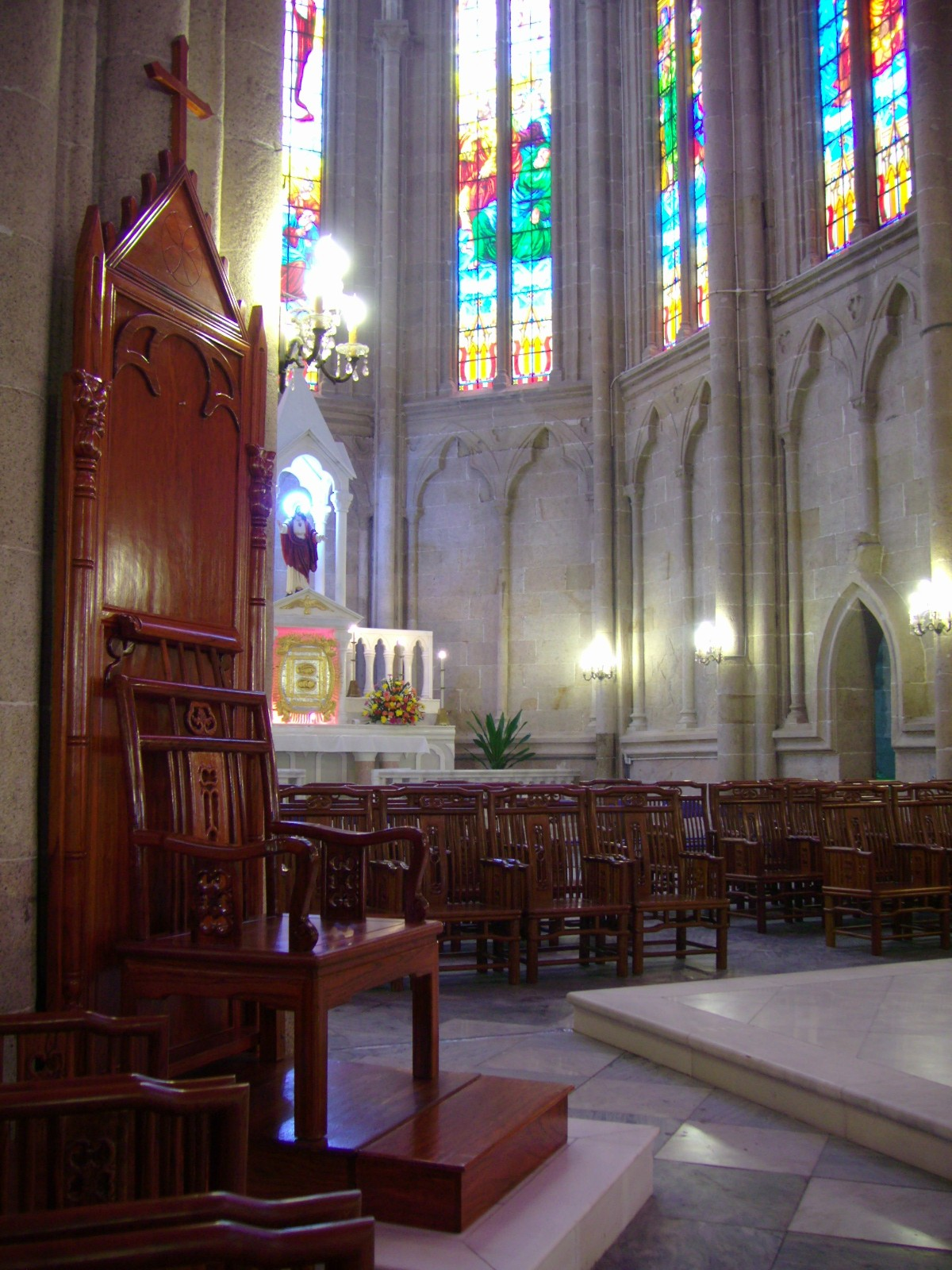
Cátedra arzobispal en el interior de la catedral

La arquidiócesis tiene 43 332 km² y extiende su jurisdicción sobre los fieles católicos de rito latino residentes en parte de la provincia de Cantón (o Guangdong). La arquidiócesis administra la diócesis de Shaozhou desde 1994.

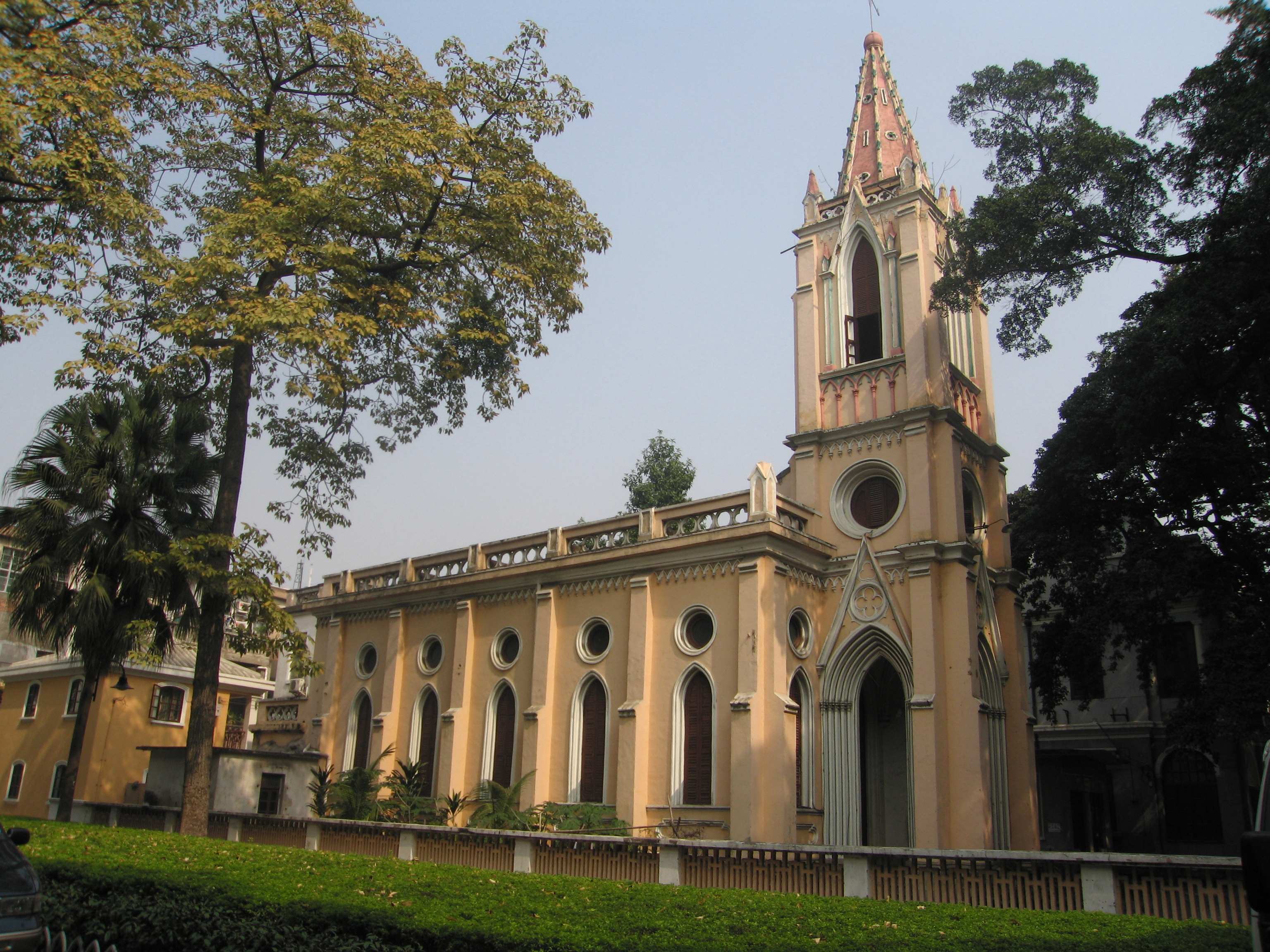
Iglesia Nuestra Señora de Lourdes, en la isla Shamian

La sede de la arquidiócesis se encuentra en la ciudad de Cantón (o Guangzhou), en donde se halla la Catedral del Sagrado Corazón de Jesús, edificada entre 1863 y 1888 y reconocida por el gobierno como monumento histórico nacional. 
La arquidiócesis tiene como sufragáneas a las diócesis de: Beihai, Hong Kong, Jiangmen, Jiaying, Shantou y Shaozhou.
En 1949 en la arquidiócesis existía 1 parroquia.

## Historia
El misionero jesuita Francisco Javier murió el 3 de diciembre de 1552 en la isla Shangchuan en la costa de Cantón, cuando intentaba evangelizar la región luego de visitar India y Japón.
En 1687 la Santa Sede separó Guangdong, Guangxi y Yunnan del vicariato apostólico de Fujián (hoy arquidiócesis de Fuzhou) y erigió el vicariato apostólico de Guangdong, Guangxi y Yunnan, con el fraile dominico español Francisco Varo como primer vicario apostólico. Sin embargo, Varo murió antes de recibir la carta de nombramiento y el vicariato apostólico no se efectivizó, por lo que posteriormente Guangdong y Guangxi estuvieron a cargo de la diócesis de Macao.
El vicariato apostólico de Guangdong-Guangxi fue erigido el 11 de mayo de 1848, obteniendo el territorio de la diócesis de Macao. Sin embargo, debido al conflicto entre Portugal y la Santa Sede por el Padroado, recién en 1858 el vicariato apostólico pudo ser efectivizado. Esto se produjo luego de que Francia se convirtiera en la potencia europea responsable de la protección de las misiones católicas en China luego del martirio del padre Auguste Chapdelaine en Guangxi en 1856 y el final de la segunda guerra del Opio, con la firma del Tratado de Tianjin (en 1858) y la Convención de Pekín (en 1860). El Padroado portugués quedó restringido en China a la diócesis de Macao únicamente. El presbítero François-Napoléon Libois, de la Sociedad de las Misiones Extranjeras de París, pudo así asumir como vicario apostólico.
El 6 de agosto de 1875 cedió una parte de su territorio para la erección de la prefectura apostólica de Guangxi (hoy arquidiócesis de Nanning) y al mismo tiempo asumió el nombre de vicariato apostólico de Guangdong, mediante el breve Simul ac del papa Pío IX.
El 6 de abril de 1914 cedió otra porción de su territorio para la erección del vicariato apostólico de Chaozhou (hoy diócesis de Shantou)  mediante el breve Sollemne Domini del papa Pío X y como consecuencia del breve Ecclesiarum omnium del mismo día, cambió su nombre a vicariato apostólico de Cantón (o Guangzhou).
Posteriormente, cedió nuevas porciones de territorio para la erección de:
- el vicariato apostólico de Shaozhou (hoy diócesis de Shaozhou) el 9 de abril de 1920 mediante el breve Cum opitulante del papa Benedicto XV;[6]
- el vicariato apostólico de Guangdong Occidental y Hainan (hoy diócesis de Beihai) el 1 de agosto de 1920 mediante el breve Si ulla unquam del papa Benedicto XV;[7]
- la prefectura apostólica de Jiangmen (hoy diócesis de Jiangmen) el 31 de enero de 1924 mediante el breve Ut aucto del papa Pío XI.[8]

El 11 de abril de 1946 el vicariato apostólico fue elevado a arquidiócesis metropolitana con la bula Quotidie Nos del papa Pío XII.
El arzobispo Antoine-Pierre-Jean Fourquet renunció el 11 de diciembre de 1947 y la arquidiócesis pasó a ser administrada por el obispo de Beihai, Gustave Deswazières.
El Partido Comunista de China, que se impuso en la guerra civil, proclamó la República Popular China el 1 de octubre de 1949. Cantón fue capturada por los comunistas el 14 de octubre de 1949. El 4 de septiembre de 1951 China comunista expulsó al nuncio apostólico Antonio Riberi y la Santa Sede continuó reconociendo a la República de China en Taiwán como el legítimo gobierno chino. Todos los misioneros extranjeros fueron expulsados de China comunista en 1952, entre ellos el administrador apostólico Gustave Deswazières. La conexión entre la arquidiócesis de Cantón y su sufragánea la diócesis de Hong Kong quedó completamente cortada, por lo que esta diócesis quedó de hecho inmediatamente sujeta a la Santa Sede.
El 13 de febrero de 1951 el sacerdote chino nacido en Hong Kong, Dominic Tang Yee-ming, fue ordenado obispo y sirvió como administrador de la arquidiócesis de Cantón hasta que fue arrestado el 5 de febrero de 1958 por "crímenes contrarrevolucionarios" y encarcelado.
La Asociación Patriótica Católica China fue creada con el apoyo de la Oficina de Asuntos Religiosos de la República Popular de China en 1957, con el objetivo de controlar las actividades de los católicos en China. Su nombre público es Iglesia católica china y es referida como la "Iglesia oficial" en contraposición a la "Iglesia subterránea" o "Iglesia clandestina" leal a la Santa Sede.
En el período de 1966 a 1976 la Revolución Cultural se ensañó especialmente contra la religión, destruyéndose numerosas iglesias y cesaron todas las actividades religiosas en la arquidiócesis. La catedral fue gravemente dañada y luego fue utilizada como almacén y vertedero de basura. A principios de la década de 1980 la arquidiócesis de Cantón reanudó sus operaciones.
El 5 de noviembre de 1980 el administrador apostólico Dominic Tang Yee-ming fue liberado luego de 22 años de prisión, y se le permitió trasladarse a Hong Kong para realizarse una cirugía debido al desarrollo de un grave cáncer. El 26 de mayo de 1981 el papa Juan Pablo II lo nombró arzobispo de Cantón, lo que fue rechazado por el Gobierno chino y no pudo regresar a su arquidiócesis, por lo que se exilió en Estados Unidos hasta su fallecimiento el 27 de junio de 1995.
La Asociación Patriótica Católica China redujo la arquidiócesis a diócesis de Cantón en fecha no precisada y en 1981 le agregó la parte de la diócesis de Hong Kong en territorio de la República Popular China, con la que en 1958 había erigido la diócesis patriótica de Huiyang. El obispo oficial de Huiyang, Joseph Ye Yin-yun, pasó a ser obispo de Cantón sin reconocimiento de la Santa Sede.
En 1994 la Asociación Patriótica Católica China cedió la ciudad de Shanwei a la diócesis de Shantou y la ciudad de Heyuan a la diócesis patriótica de Meixian (corresponde a la diócesis de Jiaying, que fue renombrada diócesis de Meixian en 1981), que fue renombrada Meizhou, sin asentimiento de la Santa Sede.
En mayo de 2001 murió el obispo "oficial" James Lin Bingliang y la diócesis permaneció vacante hasta 2007, cuando Joseph Gan Junqiu fue consagrado obispo, con la aprobación de la Santa Sede, y ordenado el 4 de diciembre.
El 22 de septiembre de 2018 se firmó en Pekín el Acuerdo provisional entre la Santa Sede y la República Popular de China sobre el nombramiento de los obispos. El 22 de octubre de 2020 el acuerdo fue prorrogado por otros dos años y en octubre de 2022 por otros dos años más.
Debido a la situación particular de la Iglesia católica en China, la Santa Sede no nombra obispos para las diócesis chinas, que son sedes oficialmente vacantes incluso en presencia de obispos reconocidos por Roma.

## Estadísticas
Según el Anuario Pontificio 2002 la arquidiócesis tenía a fines de 1949 un total de 20 346 fieles bautizados.
| Año                                                                             | Población            | Población | Población      | Sacerdotes | Sacerdotes    | Sacerdotes    | Bautizados por sacerdote | Diáconos permanentes | Religiosos | Religiosos | Parroquias |
| Año                                                                             | Bautizados católicos | Total     | % de católicos | Total      | Clero secular | Clero regular | Bautizados por sacerdote | Diáconos permanentes | Varones    | Mujeres    | Parroquias |
| ------------------------------------------------------------------------------- | -------------------- | --------- | -------------- | ---------- | ------------- | ------------- | ------------------------ | -------------------- | ---------- | ---------- | ---------- |
| 1848                                                                            | 4000                 | ?         | ?              | 8          | 8             |               | 500                      |                      |            |            |            |
| 1881                                                                            | 26 000               | ?         | ?              | 39         | 5             | 34            | 666                      |                      |            |            |            |
| 1949                                                                            | 20 346               | 4 800 000 | 0.4            | 61         | 44            | 17            | 333                      |                      |            | 94         | 1          |
| Fuente: Catholic-Hierarchy, que a su vez toma los datos del Anuario Pontificio. |                      |           |                |            |               |               |                          |                      |            |            |            |

Según datos estadísticos reportados por la Agencia Fides, en 2012 la arquidiócesis comprendía cerca de 60 000 fieles, distribuidos en 50 iglesias y capillas con 17 sacerdotes y 16 seminaristas mayores.

## Episcopologio
- Presbítero François-Napoléon Libois, M.E.P. † (30 de enero de 1850[18]-octubre de 1853 renunció)
- Philippe François Zéphirin Guillemin, M.E.P. † (16 de noviembre de 1853-5 de abril de 1886 falleció)
- Augustin Chausse, M.E.P. † (5 de abril de 1886 por sucesión-12 de octubre de 1900 falleció)
- Jean-Marie Mérel, M.E.P. † (20 de abril de 1901-6 de agosto de 1914 renunció)
- Jean-Baptiste-Marie Budes de Guébriant, M.E.P. † (28 de abril de 1916-21 de marzo de 1921 renunció[nota 1])
- Antoine-Pierre-Jean Fourquet, M.E.P. † (20 de febrero de 1923-11 de diciembre de 1947 renunció[nota 2])
  - Sede vacante (1947-1981)
  - Dominic Tang Yee-ming, S.I. † (1 de octubre de 1950-26 de mayo de 1981 nombrado obispo) (administrador apostólico)
- Dominic Tang Yee-ming, S.I. † (26 de mayo de 1981-27 de junio de 1995 falleció)
  - Sede vacante
  - Joseph Ye Yin-yun † (21 de enero de 1962 consagrado-13 de marzo de 1990 falleció) (obispo oficial)
  - James Lin Bingliang † (6 de mayo de 1990 consagrado-25 de mayo de 2001 falleció) (obispo oficial)
  - Joseph Gan Junqiu, desde el 4 de diciembre de 2007